# Kings And Queens (canción de Soft Machine)
"Kings And Queens" es una composición instrumental del grupo inglés de jazz fusion Soft Machine. Compuesta por el bajista Hugh Hopper, es la segunda canción del álbum Fourth (1971).

## Personal
- Hugh Hopper – bajo
- Mike Ratledge – Lowrey organo, Hohner piano, piano acústico
- Robert Wyatt – batería
- Elton Dean – alto saxophone, saxello

Músicos adicionales
- Roy Babbington – doble bajo
- Nick Evans – trombón
- Jimmy Hastings – bass clarinet
- Alan Skidmore – saxofón tenor